# 改革派教会
改革派教会（かいかくはきょうかい、ドイツ語: Reformierte Kirche、英語: Reformed churches）は、キリスト教プロテスタント教派のうち、フルドリッヒ・ツヴィングリを指導者としてスイスのチューリッヒに始まり、ジュネーヴのフランス人ジャン・カルヴァンを中心とした世代に体系づけられたスイス宗教改革の神学と、それに基づく段階的な会議制を特徴とした教会組織を、自覚的に、しかし時には批判的に受け継ぐ教派の総称であり、かつ各個教会の呼称である。

## 名称
カルヴァン主義の教会政治と教理を採用する教会として「カルヴァン派」という通り名が用いられることがあるが、現在の神学と組織の多様性を考えて、総称としては一般的に「改革派教会」という用語が用いられることが多い。一教派として「改革派教会」という場合と区別し、以下に述べる神学的な意味を強調して「改革教会」という日本語を用いることもある。すなわち、「改革（派）教会」とは元来、神の言（ことば）によって改革された（完了形としてのreformed, reformierte)教会という意味であり、後の理解によれば同時に、神の言によって「常に改革される教会」Ecclesia reformata semper reformanda(ラテン語)であるという意味である。後者の自覚は、伝統を受け継ぎながらも時に適って更新される公的な信仰告白の、歴史的世界的な多様性の事実に現れている。これが、一冊のアウクスブルク信仰告白を共通して持つルター派教会やその他の諸教会との区別であると説明されることもある。

## 歴史

プロテスタント諸教派の系統概略

16世紀、ドイツ・ヴィッテンベルクにおけるマルティン・ルターの宗教改革と同時期に、スイスで最初に教会改革運動に着手した都市は、フルドリッヒ・ツヴィングリの指導したチューリヒであった。結局、ルターとツヴィングリは聖餐式に関して神学的な一致点を見いだせなかったが、それが、対ローマの同じ福音主義に立ちながらも分かたれたルター派と改革派との後の区別に繋がることになる。
宗教改革第二世代の神学者たち、特にジュネーヴの指導者ジャン・カルヴァンは、信仰告白の一致を目指して尽力したが、晩年にはルターの一派との不一致を決定的なものと自覚するに至っている。しかし、一方でカルヴァンは、ツヴィングリ戦死後の後継者ハインリッヒ・ブリンガーとの神学・信仰告白上の一致に成功し、そこでジュネーヴとチューリッヒが歩みよることとなった。これが、限定された意味では、スイスの改革派教会の起こりであるとも言える。
また、ジュネーヴやチューリッヒをはじめとした改革派諸都市が、それまで以上に亡命者や留学生の集まる国際的な中継地点となっていく経緯（たとえば、カルヴァンもそういった亡命者の一人であった）にも関係があるが、改革派教会には、もともと、亡命者の教会という特徴があった。たとえば、既にカルヴァンの時代に、ジュネーヴの教会がイタリアのピエモンテ谷で迫害に耐えていたヴァルド派の人々と公的に結び付いていたことは象徴的なことである。北アメリカ地帯も亡命者が多く最終的に寄り集った地帯である。
その後フランスのユグノー、イギリスのピューリタン、オランダのゴイセンなど、ルーツ毎に様々な名称で呼ばれた宗教的亡命者は、広い地域に届けられた改革者たちの手紙同様、西欧を中心として、しかし欧州に留まらず、広い範囲にカルヴァンたちの神学を持ち運ぶことになった。イングランドからそのような人々が新大陸に渡ったとき、新天地で最初に出版された書物がジュネーヴ詩篇歌だったことは、後にこの歌が忘れられてしまう時代があることが事実だとしても、アメリカの改革・長老派教会の伝統を考えるうえで意義深いことといえよう。
なお、狭い意味で、スイスを中心とした大陸の改革教会を「改革派」と呼ぶとすれば、ジュネーヴ・アカデミーで学んだジョン・ノックスが基を築いたスコットランド国教会の系統は「長老派」と呼ばれる。後者は段階的な会議制を（かつて言われてきたように発明はしなかったかもしれないが）「長老制」として発展させたために、大陸の改革派と区別されることがあるのである。
他の諸国と同様に日本にもプロテスタント教会の宣教師たちが足を踏み入れた19世紀末、その中心を担ったアメリカ人には、改革教会の系統を汲むものたちがいた。たとえば、日本最初のプロテスタント教会、日本基督公会・横浜公会（現日本キリスト教会横浜海岸教会）の設立時の指導者は、オランダ系米国改革派教会の宣教師ジェームス・バラである。

## 教理
改革派の教理は複数の信仰告白において表明されている。おもな信仰告白は多くの教派によって採用されている。なお歴史的経緯によって、地域教会ごとに異なる信仰告白が使われている。（年代順）
（「改革派信仰告白集」一麦出版社、2011～による信仰告白一覧より）
- ツヴィングリ「六十七箇条提題」 ‐ 1523年
- チューリヒの「キリスト教入門」 ‐ 1523年
- ベルン提題 ‐ 1528年
- 東フリースラント説教者の信仰告白 ‐ 1528年
- ツヴィングリ「信仰の弁明」 ‐ 1530年
- 四都市信仰告白 ‐ 1530年
- ベルン教会会議（教理箇条） ‐ 1532年
- バーゼル信仰告白 ‐ 1534年
- 第一スイス信仰告白 ‐ 1536年
- ローザンヌ提題 ‐ 1536年
- ジュネーヴ教会信仰の告白 ‐ 1536/37年
- ジュネーヴ教会教理問答 ‐ 1542年
- チューリヒ信仰告白 ‐ 1545年
- チューリヒ協定 ‐ 1549年
- グラウブュンデン信仰告白 ‐ 1552年
- フランクフルト外国人教会信仰告白 ‐ 1554年
- エムデン教理問答 ‐ 1554年
- フランス信仰告白 ‐ 1559年
- スコットランド信仰告白 ‐ 1560年
- ベルギー信仰告白 ‐ 1561年
- エゲル谷市民の信仰告白（エアラウタール信仰告白） ‐ 1562年
- ハンガリー信仰告白 ‐ 1562年
- 英国教会の信仰箇条 ‐ 1563年
- ハイデルベルク教理問答 ‐ 1563年
- ネーデルランド信仰告白 ‐ 1566年
- 第二スイス信仰告白 ‐ 1566年
- デブレツェン会議信仰告白 ‐ 1567年
- ナッサウ信仰告白 ‐ 1578年
- 第二スコットランド信仰告白 ‐ 1581年
- ブレーメン協定 ‐ 1595年
- ランベス条項 ‐ 1595年
- シュタッフォート信仰告白書 ‐ 1599年
- 相違点（会衆派） ‐ 1603年
- カッセル教会会議信仰告白 ‐ 1607年
- ヘッセン教理問答 ‐ 1607年
- ボヘミア兄弟団信仰告白 ‐ 1609年
- アルミニウス主義条項（建白の五箇条） ‐ 1610年
- ベントハイム信仰告白 ‐ 1613年
- ジーギスムントの信仰告白 ‐ 1614年
- アイルランド宗教条項 ‐ 1615年
- ドルトレヒト信仰規準 ‐ 1619年
- ウェストミンスター信仰告白 ‐ 1647年
- ウェストミンスター大教理問答 ‐ 1647年
- ウェストミンスター小教理問答 ‐ 1647年
- ピエモンテ・ヴァルド派の簡潔な信仰告白 ‐ 1655年
- サヴォイ宣言 ‐ 1658年
- 英国教会教理問答 ‐ 1549年/1662年
- スイス改革派教会一致定式 ‐ 1675年
- バプテスト信仰告白（フィラデルフィア信仰告白） ‐ 1742年
- プファルツ連合の教理条項 ‐ 1818年
- カルヴァン主義的メソジスト信仰告白 ‐ 1823年
- イングランド・ウェールズ会衆派連合、信仰・教会職制・規律に関する宣言 ‐ 1833年
- ニューハンプシャー信仰告白 ‐ 1833年
- オーバーン宣言 ‐ 1837年
- ジュネーヴ福音教会信仰告白 ‐ 1848年
- 合衆国会衆派諸教会全国会議信仰宣言 ‐ 1865年
- イタリア福音教会信仰告白 ‐ 1870年
- 合衆国会衆派教会オーバーン宣言 ‐ 1871年
- フランス改革派教会大会信仰宣言 ‐ 1872年
- 日本基督公会条例 ‐ 1874年
- 日本国キリスト一致教会政治規則（前文） ‐ 1877年
- カンバーランド長老教会信仰告白 ‐ 1883年
- 合衆国会衆派教会教理宣言 ‐ 1883年
- イングランド長老教会信仰箇条 ‐ 1890年
- 日本基督教会信仰の告白 ‐ 1890年
- 日本組合（基督）教会信仰の告白 ‐ 1892年
- アメリカ合衆国長老教会改革派信仰の簡潔な表明 ‐ 1902年
- アメリカ合衆国長老教会宣言的声明 ‐ 1903年
- 合衆国会衆派教会信仰宣言 ‐ 1913年
- 北アメリカ合同長老教会信仰声明 ‐ 1925年
- 教会の形態に関する神学的宣言 ‐ 1933年
- 現代のドイツ福音主義教会における宗教改革者的信仰告白の正しい理解に関する宣言 ‐ 1934年
- ドイツ福音主義教会の現代の状況に対する神学的宣言（バルメン神学宣言） ‐ 1934年
- 日本基督教団教義ノ大要 ‐ 1941年
- 福音主義自由教会同盟信仰告白 ‐ 1944年
- 日本基督改革派教会信仰規準ノ前文 ‐ 1946年
- 南インド教会合同の基礎 ‐ 1929年/1947年
- 日本基督教会信仰の告白 ‐ 1953年
- 日本基督教団信仰告白 ‐ 1954年
- イングランド長老教会キリスト教信仰の宣言 ‐ 1956年
- マダガスカル・イエス・キリスト教会信仰声明 ‐ 1958年
- 合同キリスト教会信仰声明（アメリカ） ‐ 1959年
- アメリカ合衆国合同長老教会信仰告白 ‐ 1967年
- イングランド・ウェールズ会衆派教会信仰宣言 ‐ 1967年
- 第二次大戦下における日本基督教団の責任についての告白 ‐ 1967年
- 台湾長老教会国是声明 ‐ 1971年
- 韓国基督教長老教会の新しい信仰告白 ‐ 1972年
- アメリカ改革派教会わたしたちの希望の歌 ‐ 1974年
- われわれの呼びかけ ‐ 1975年
- 合衆国長老教会信仰宣言 ‐ 1976年
- キューバ長老・改革派教会信仰告白 ‐ 1977年
- 台湾基督長老教会人権宣言 ‐ 1977年
- ベルギー合同プロテスタント教会信仰宣言 ‐ 1978年
- オランダ改革派教会神学宣言 ‐ 1979年
- インドネシア・カロー・バタク教会基本的信仰告白 ‐ 1979年
- カナダ合同教会信仰告白 ‐ 1968年/1980年
- 南アフリカ教会のための信仰宣言（改訂版） ‐ 1981年
- インドネシア・トラジャ教会信仰告白 ‐ 1981年
- イギリス合同改革派教会の本質・信仰・職制に関する声明 ‐ 1981年
- 南アフリカ・オランダ改革派伝道教会信仰告白（ベルハー信仰告白） ‐ 1982年
- 南アフリカ黒人改革派キリスト者連盟神学声明 ‐ 1983年
- インドネシアにおけるキリスト教信仰の共通理解の宣言（インドネシア教会共同体） ‐ 1984年
- カナダ長老教会活ける信仰・キリスト教信仰宣言 ‐ 1984年
- カンバーランド長老教会・第二カンバーランド長老教会信仰告白 ‐ 1984年
- 韓国・長老会神学大学神学声明 ‐ 1985年
- 台湾基督長老教会信仰告白 ‐ 1985年
- 大韓イエス教長老会信仰告白 ‐ 1986年
- アメリカ合衆国長老教会信仰についての短い声明 ‐ 1991年
- スコットランド教会キリスト教信仰の声明 ‐ 1992年

## 教会政治
教会の運営・活動方針を決める会議は、大きく分けて3つある。各教会で行われる小会、一定地域内の教会代表が集まって話し合う中会、そして全国の教会代表が集まる最も大規模な大会。改革派教会の教会政治は中会を重視するため、中会主義とも呼ばれる。
イングランド国教会、ルター派教会、メソジスト教会の監督制と対比すると、改革派教会は二つの特徴を持っている。
- 長老制、教会会議
- 会衆制、会衆派教会

改革派の信仰を受け入れるバプテスト教会（パティキュラー・バプテスト教会）は、礼典と教会政治をバプテストの立場から修正している。

## 礼拝と礼典
聖書に規定されていない方法で、神を礼拝することは認められない。偶像崇拝は禁じられており、死者に対する祈りはしてはならない。
改革派教会では幼児洗礼を認めているが、洗礼による新生を退ける。その後、本人が成長し、自覚的な信仰告白を行うことも大切である。成人が洗礼を受ける場合、聖書などの基本的な勉強を一定期間、牧師に教わる。その後、査問会で何名かの牧師や教会員が、本人の適性を審査する。査問会ののち、礼拝などで公に信仰告白を行い、牧師から洗礼を受ける。
聖餐式は月に一度というように、定期的に行われる。聖餐は、洗礼を受け信仰告白した者だけが受けられる。教派の違うクリスチャンであっても、改革派教会では聖餐を受けることができる。

## 各国の改革派教会

### 連合王国における改革派教会
連合王国における改革派運動の指導者であったのは、マーティン・ロイドジョンズである。彼は「神のご計画の全体」と呼ばれる使徒の真理、教理を示し、ピューリタン、ジョージ・ホウィットフィールド、ジョナサン・エドワーズ、チャールズ・スポルジョンが福音派に紹介されるようになった。

### フランスにおける改革派教会
カトリック教会によって組織的には壊滅させられたが、1844年に至って法的に認められた。

### 日本における改革派教会
- 日本語では日本キリスト改革派教会の略称として単に改革派と呼ぶこともあるが、改革派はこの教会に限定されない。[6]。
- 日本長老教会はウェストミンスター信仰告白を採用し、福音派の立場を強調している[7] 。
- 聖書キリスト教会も改革派系の福音派である。
- 日本キリスト教会は、旧日本基督教会の伝統を継ぎ、改革派神学に立って長老制を取る教会である。
- 日本キリスト教団の中では、日本基督教団全国連合長老会、日本基督教団改革長老教会協議会がある。
- 在日大韓基督教会は、改革派とメソジストの教会の合同教会である。
- カンバーランド長老教会